# Lil Mama
Niatia Jessica Kirkland (Harlem, Nueva York; 4 de octubre de 1989), más conocida por su nombre artístico Lil Mama, es una rapera, cantautora, bailarina y actriz estadounidense.

## Carrera
Natia nació en Harlem y más tarde se trasladó a la sección de East New York de Brooklyn, Nueva York, donde asistió a Edward R. Murrow High School.
En 2006 firmó un contrato con la discográfica Jive Records. Lil Mama ha trabajado con productores como Cool & Dre, Scott Storch, The Runners y Dr. Lurias. En junio de 2007 lanzó su primer sencillo "Lip Gloss", alcanzando el puesto #10 en Billboard Hot 100 y fue nominado en el MTV Video Music Awards en la categoría de Monster Single. Esta canción fue catalogada en el puesto #56 en la lista de la revista Rolling Stone de las 100 Mejores Canciones de 2007.
En 2007 grabó un dueto con Avril Lavigne de la canción "Girlfriend".
Su segundo sencillo "G-Slide (Tour Bus)" fue lanzado en septiembre de ese mismo año pero no logró alcanzar el éxito de "Lip Gloss" al no entrar en los charts en Estados Unidos. Donde más éxito tuvo fue en Nueva Zelanda, llegando al puesto número 8. El sencillo fue usado en la banda sonora de la película How She Move.
En febrero de 2008 lanzó su tercer sencillo "Shawty Get Loose" con T-Pain y Chris Brown.
Su álbum debut VYP (Voice of the Young People) fue lanzado bajo Jive Records el 29 de abril de 2008. El cuarto sencillo del álbum What It Is (Strike a Pose) junto con T-Pain, no entró en los charts.
Actualmente es jurado de America's Best Dance Crew de MTV y está trabajando en su segundo álbum de estudio Voice of the Young People: I Am That que se planea lanzar en 2012.

## Discografía
- 2008: VYP (Voice of the Young People)

### Sencillos
| Año                                             | Sencillo    | Posiciones en los charts | Posiciones en los charts | Posiciones en los charts | Posiciones en los charts | Posiciones en los charts | Posiciones en los charts | Posiciones en los charts | Álbum                           |
| Año                                             | Sencillo    | US                       | US R&B                   | US Pop                   | AUS                      | CAN                      | NZ                       | UK                       | Álbum                           |
| ----------------------------------------------- | ----------- | ------------------------ | ------------------------ | ------------------------ | ------------------------ | ------------------------ | ------------------------ | ------------------------ | ------------------------------- |
| 2007                                            | "Lip Gloss" | 10                       | 16                       | 15                       | —                        | —                        | —                        | —                        | VYP (Voice of the Young People) |
| 2007                                            | a           | 8                        | align="ce                | 43                       | 15                       | 41                       |                          |                          | VYP (Voice of the Young People) |
| "What It Is (Strike a Pose)" (featuring T-Pain) | —           | —                        | —                        | —                        | —                        | —                        | —                        |                          | VYP (Voice of the Young People) |